# Hans-Peter Steck
Hans-Peter Steck (* 12. Januar 1962) ist ein ehemaliger deutscher Fußballspieler.

## Karriere

### Spieler
Zur Saison 1984/85 wechselte Steck zum SSV Ulm 1846. Sein erstes Spiel in der 2. Bundesliga absolvierte er am 2. März 1985 bei einem 2:2-Unentschieden bei Alemannia Aachen. Bis zum Ende der Saison kam er auf zwei weitere Einsätze. Nach dem Abstieg seiner Mannschaft kam er in der Regionalliga-Saison 1985/86 18 Mal zum Einsatz und konnte dabei ein Tor erzielen. Am Ende dieser Saison wurde die Mannschaft Baden-Württemberg-Meister und die Aufstiegsrunde zur 2. Bundesliga konnte auch gewonnen werden. In den beiden Saisons 1986/87 und 1987/88 kam Steck auf 69 weitere Einsätze sowie  sechs Tore. Mit Ulm stieg er erneut ab und in der Saison 1988/89 kam er auf 32 Einsätze sowie zehn Tore.
Danach verließ Steck den Verein und schloss sich dem Liga-Konkurrenten 1. FC Pforzheim an. Einsätze sind für diesen Verein jedoch keine übermittelt. Zur nächsten Saison wechselte er zum FC Memmingen, wo er in zwei Saisons auf 63 Einsätze sowie 27 Tore kam. Zusätzlich nahm er in acht Spielen die Rolle des Trainers der Mannschaft ein. Danach ging es für ihn für eine letzte Saison 1994/95 zum FC Augsburg in die Regionalliga Süd.

### Trainer
Seit Saison 2014/15 ist Steck für jeweils immer ein paar Spiele in mehreren Trainer-Positionen bei Mannschaften der SG Dietenheim / Regglisweil. aktiv. In der Saison 2015/16 war er bei dem Verein zudem noch in drei Spielen jeweils auf der Position des Torhüters aufgestellt worden.